# Эрик (Атлантическая Луара)
Эрик (фр. Héric) — коммуна на западе Франции, находится в регионе Пеи-де-ла-Луар, департамент Атлантическая Луара, округ Шатобриан-Ансени, кантон Нор-сюр-Эрдр. Расположена в 20 км к северу от Нанта и в 19 км от автомагистрали А11.  
Население (2017) — 6 049 человек.

## История
Римляне обосновались в Эрике после того, как обнаружили в его окрестностях месторождение железа. Они построили здесь шахту и добывали железную руду. Около 1148 года граф Нанта Хоэль III построил в окрестностях Эрика приорат. 
Эрик принадлежал сеньорам Блена, около 1150 года отошел к сеньорам Поншато. Затем он принадлежал семейству Клиссон, князьям Роган и, наконец, их ветви Роган-Шабо до Великой Французской революции.
Эрик и его окрестности изначально были покрыты густым лесом. Он почти полностью исчез в течение XVIII века в результате деятельности человека.

## Достопримечательности
- Церковь Святого Николая
- Шато Больё XIX века
- Шато Шалонг
- Шато Ла-Куроссери

## Экономика
Структура занятости населения:
- сельское хозяйство — 4,0 %
- промышленность — 13,5 %
- строительство — 11,0 %
- торговля, транспорт и сфера услуг — 42,0 %
- государственные и муниципальные службы — 29,4 %

Уровень безработицы (2017 год) — 8,3 % (Франция в целом — 13,4 %, департамент Атлантическая Луара — 11,6 %). 

Среднегодовой доход на 1 человека, евро (2017 год) — 21 910 (Франция в целом — 21 110, департамент Атлантическая Луара — 21 910).

## Демография
Динамика численности населения, чел.

## Администрация
Пост мэра Эрика с 2020 года занимает Жан-Пьер Жутар (Jean-Pierre Joutard). На муниципальных выборах 2020 года возглавляемый им независимый блок победил в 1-м туре, получив 54,34 % голосов.
| Период | Период | Фамилия        | Партия        | Примечания                            |
| ------ | ------ | -------------- | ------------- | ------------------------------------- |
| 1971   | 1994   | Жан Оре        |               | фармацевт                             |
| 1995   | 2001   | Жан Бернар     |               | руководитель предприятия              |
| 2001   | 2008   | Андре Тебо     | Разные правые | сельский инженер                      |
| 2008   | 2014   | Лионель Лардё  |               | инженер по информационным технологиям |
| 2014   | 2020   | Патрис Лере    | Разные левые  | работник банка                        |
| 2020   |        | Жан-Пьер Жутар |               | руководитель                          |

## Галерея

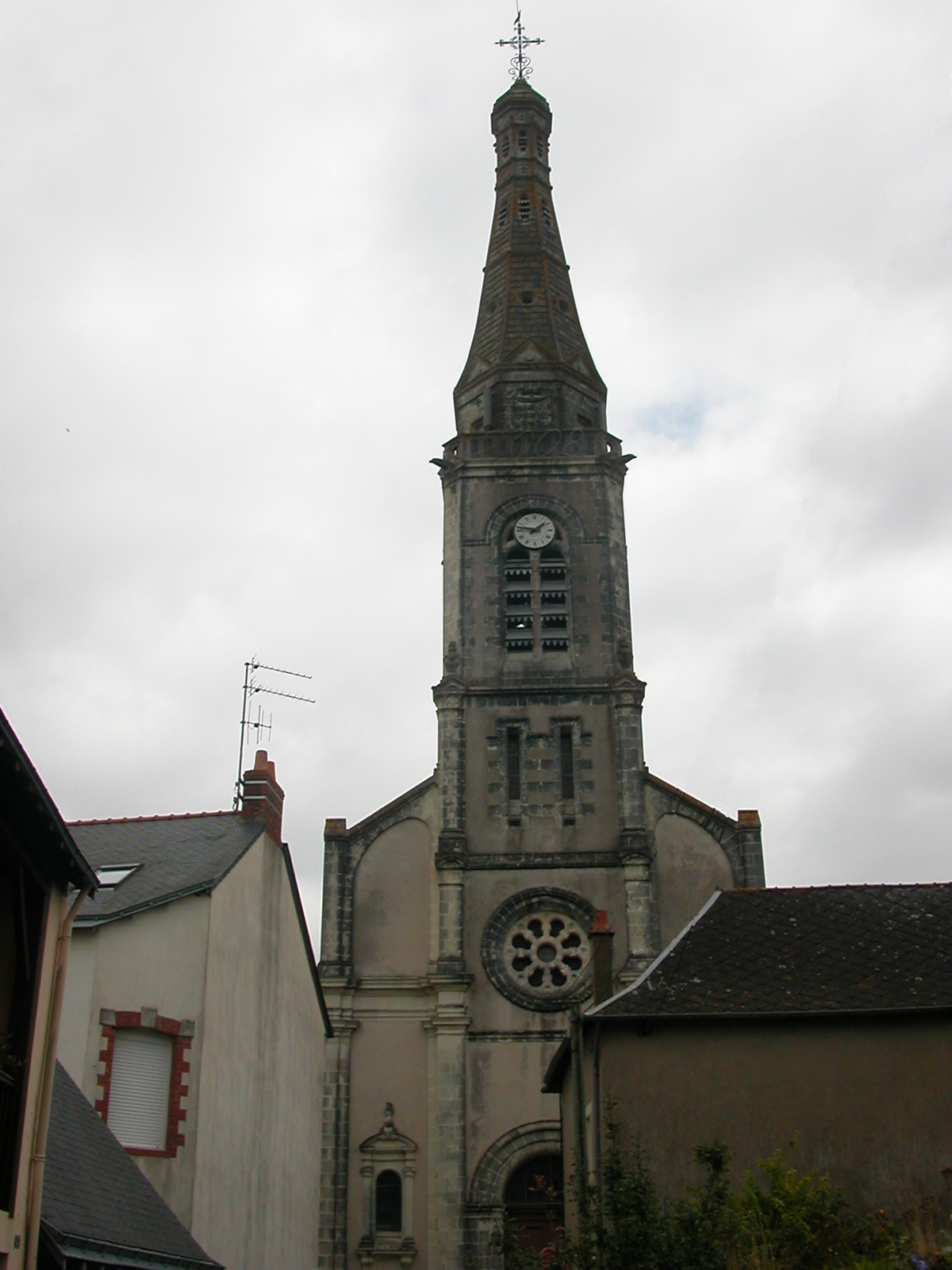
Церковь Святого Николая
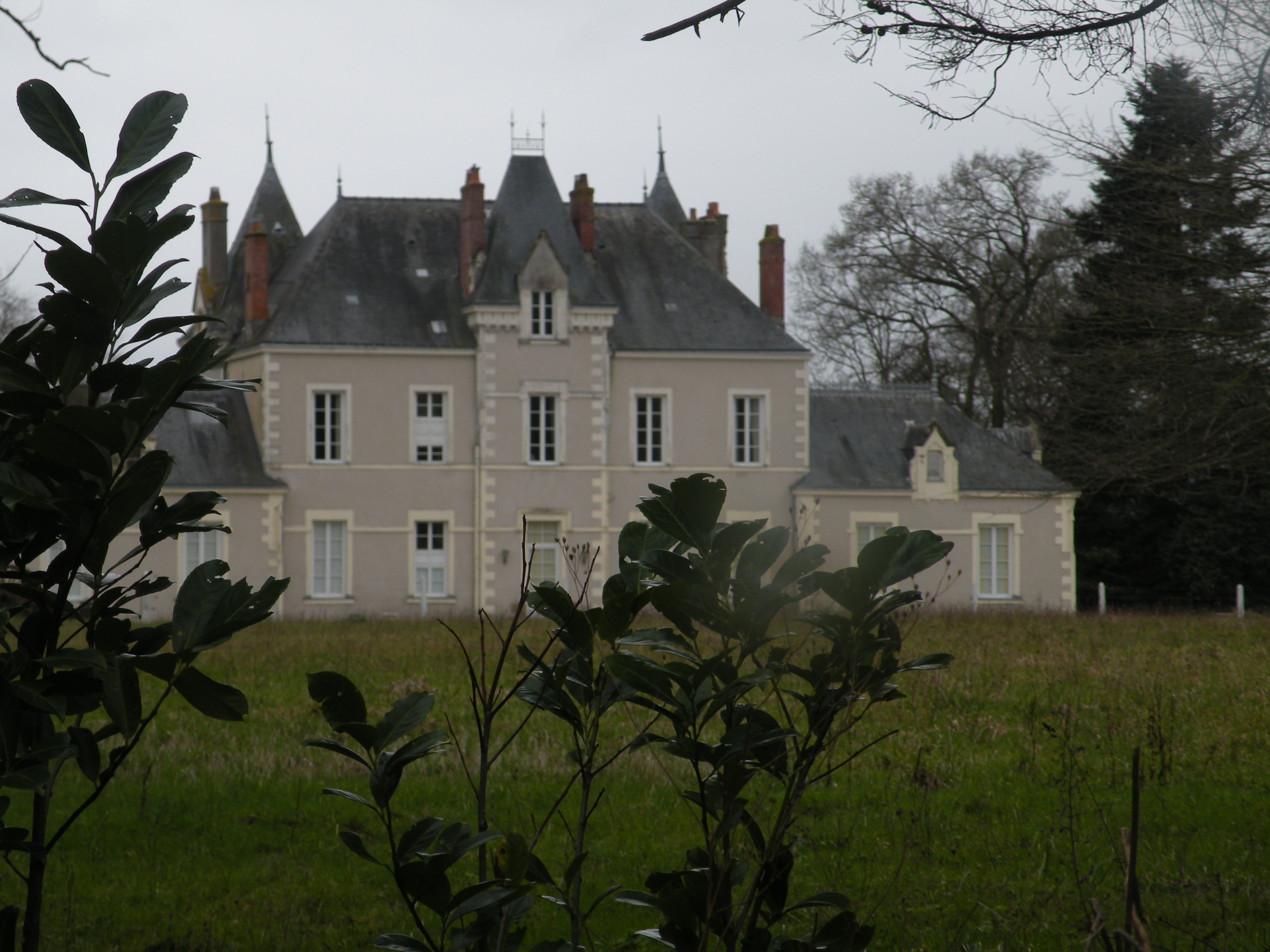
Шато Шалонг